# Radio Eins
Radio Eins (Schreibweise in Publikationen des Senders: radioeins; RDS: radio1 vom rbb) ist ein in Berlin und Brandenburg verbreitetes Hörfunkprogramm des Rundfunk Berlin-Brandenburg (RBB). Es wird am RBB-Standort Potsdam-Babelsberg produziert und wird laut Media-Analyse (ma 2025 Audio I) von 121.000 Menschen in einer durchschnittlichen Sendestunde (Mo–Fr, 6–18 Uhr) gehört.

## Geschichte und Programmausrichtung

Logo bis 25. Oktober 2021

Ehemaliges Logo

Erstes Logo zum Sendestart

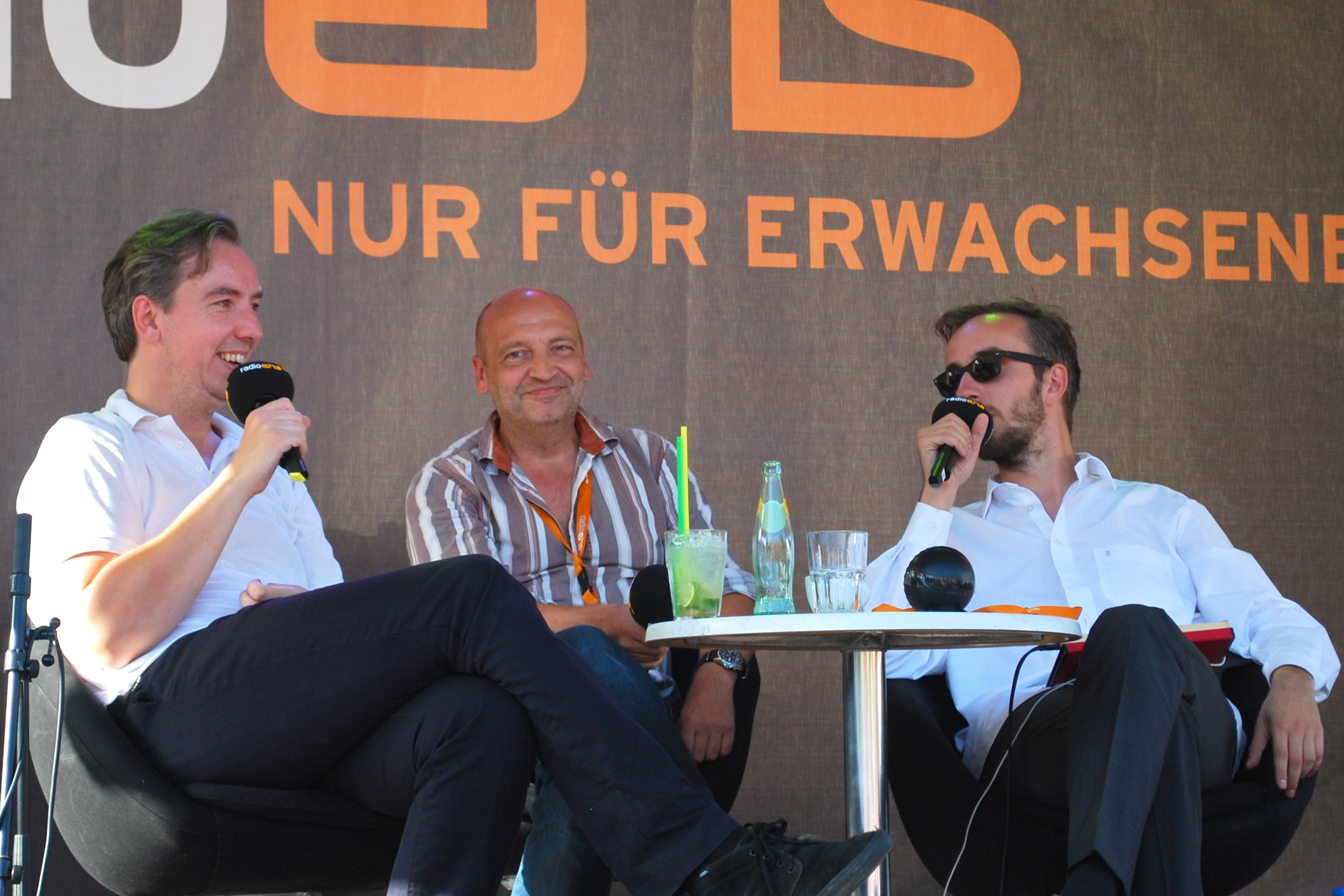
Olli Schulz, Robert Skuppin und Jan Böhmermann: 15 Jahre Radio Eins (2012)

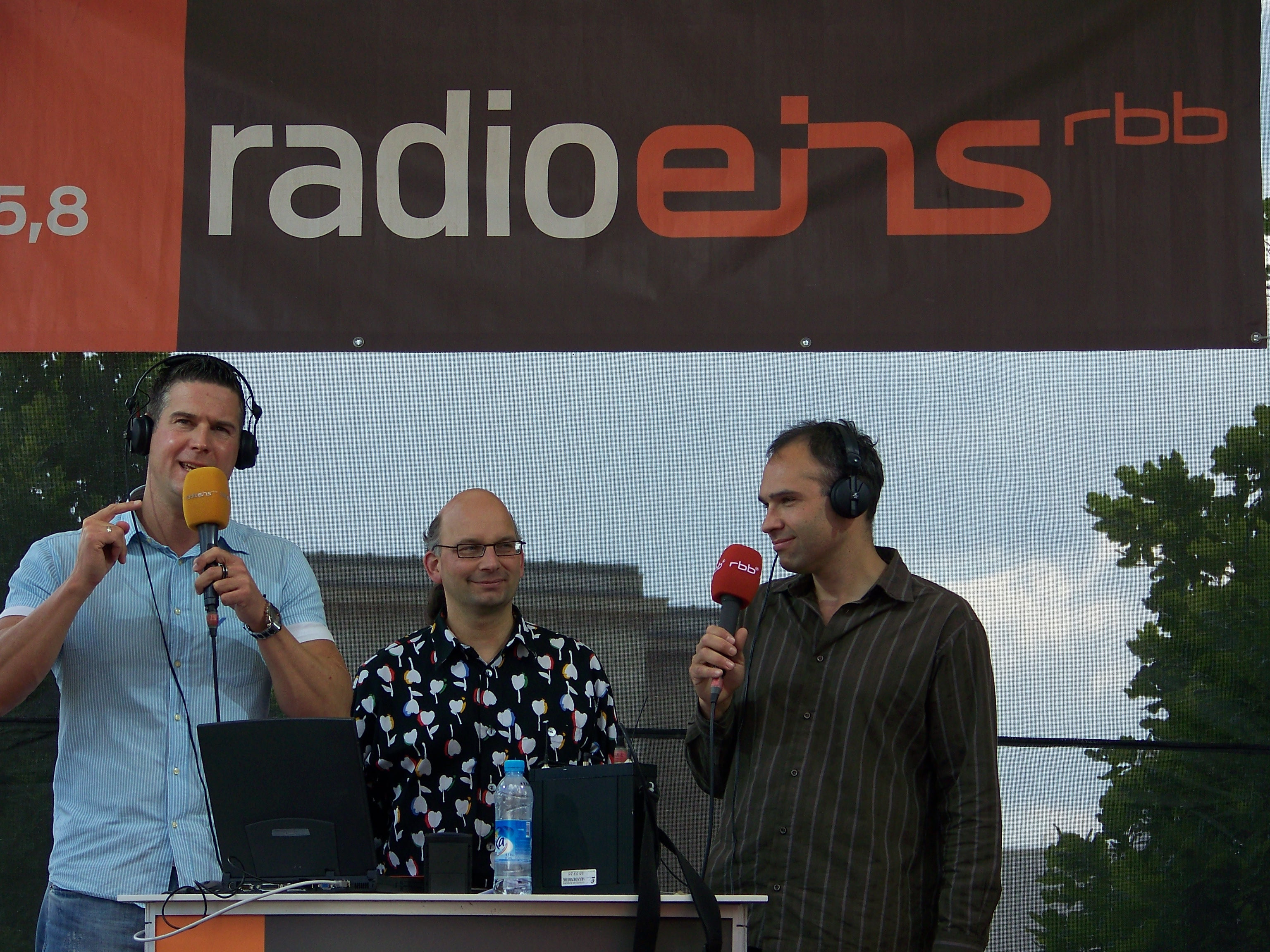
Radio Eins Live-Sendung – rbb Tag der offenen Tür 2008

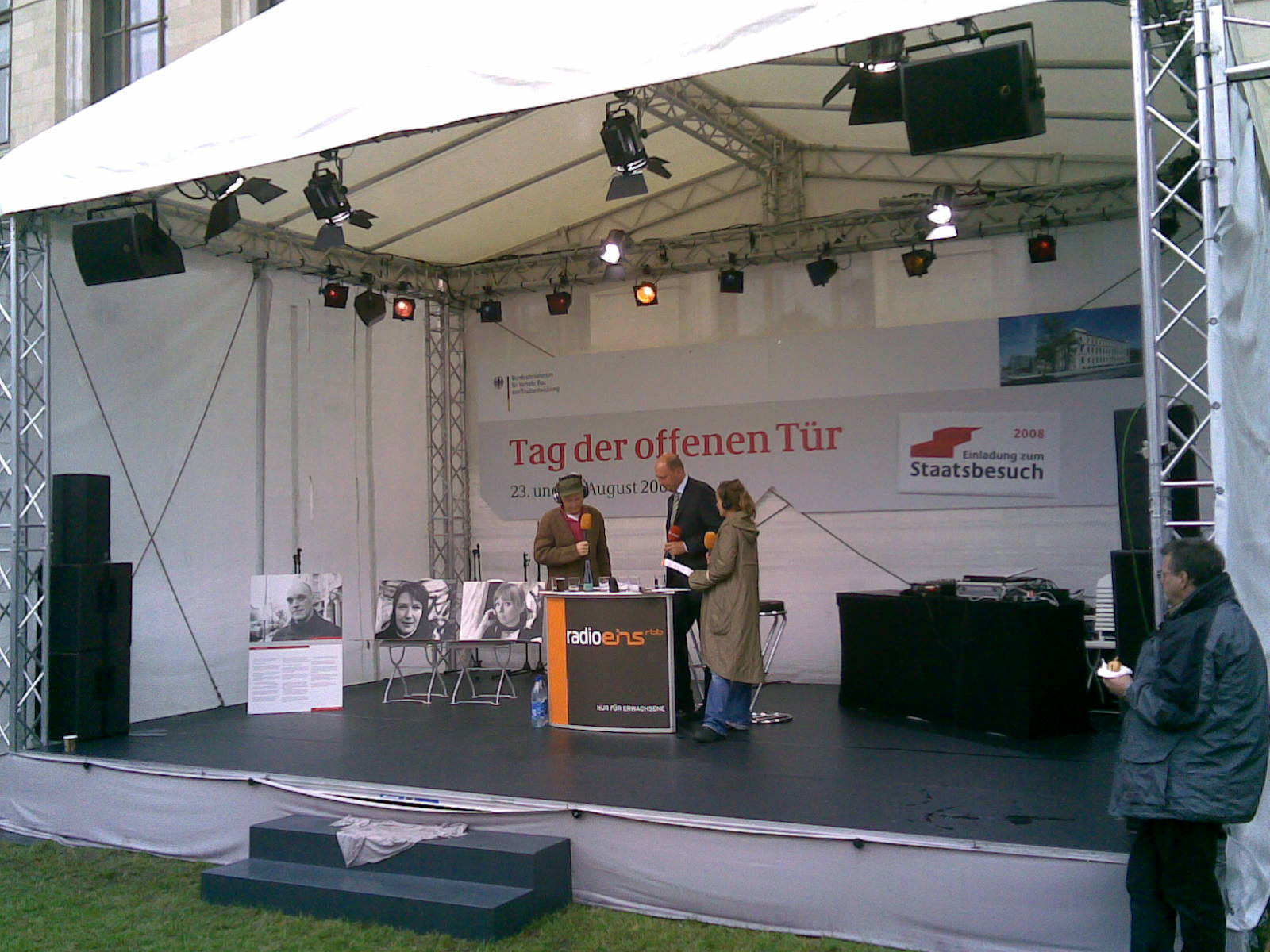
Radio Eins Live-Sendung am 24. August 2008 mit Patricia Pantel

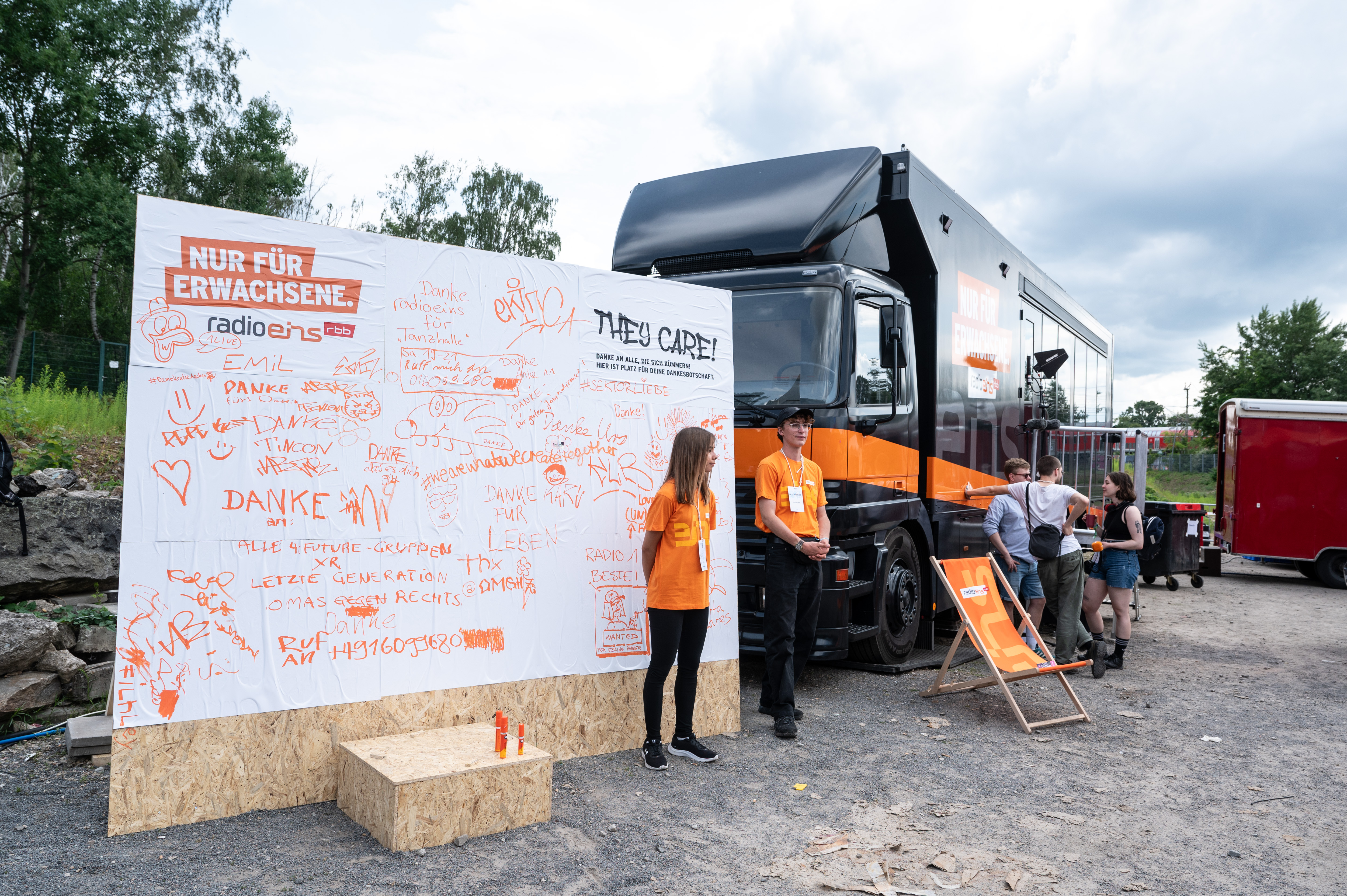
Übertragungswagen von Radio Eins auf der re:publica 2024

Radio Eins entstand am 27. August 1997 aus den Sendern Radio B Zwei des SFB und Radio Brandenburg des ORB mit dem Schwerpunkt Rock, Pop und Infotainment.
Aufgrund gespielter Titel auch abseits vom Mainstream stellt radioeins einen Gegenpol zu den kommerziellen Hörfunksendern in der Berliner und Brandenburger Radiolandschaft dar. Zur Zielgruppe gehören unter anderem frühere Hörer von Fritz, dem Jugendradio des RBB. Darauf ist der Senderslogan Nur für Erwachsene zurückzuführen. Ein weiterer Slogan des Senders, EINS mit guter Musik, bezog sich besonders auf die heterogene Musikauswahl des Senders.
Im Jahr 2003 erhielt Radio Eins als erste Radiostation den Echo-Preis für die beste Medialeistung 2003; unter anderem liegt die Länge der Interviews vier Minuten über dem Bundesdurchschnitt. Am 17. September 2010 wurde die Sendung Der schöne Morgen mit dem Deutschen Radiopreis als beste Morgensendung Deutschlands ausgezeichnet.
Am 2. Juli 2005 produzierte der Sender das ARD-Hörfunk-Supersignal der Live-8-Konzerte, die in neun Städten auf vier Kontinenten stattfanden. Radio Eins sendete an diesem Tag von 14 Uhr bis zum nächsten Tag um 4 Uhr neben der Live-Übertragung des Konzertes an der Siegessäule auch die Höhepunkte aus den anderen Städten.
Zu den bekannten Serien zählten unter anderem die Popsplits, ein Format, das auch vom RBB-Fernsehen übernommen wurde.
Im Oktober 2011 wurde auf Initiative des neuen Programmchefs Robert Skuppin, der bis zum Mai 2011 selbst als Moderator – zumeist gemeinsam mit Volker Wieprecht – im Sender tätig war, damit begonnen, die mittlerweile in die Jahre gekommene Programmstruktur und -verpackung sowie Programminhalte zu erneuern und auch neue Moderatoren einzuführen. Seitdem trugen die Sendungen montags bis donnerstags zwischen 10 und 19 Uhr nur noch den Namen des Moderators. Die Abendsendung hieß von nun an radioeins live aus dem Admiralspalast. Auch die bekannten Popsplits wurden nicht mehr fortgeführt. Im Gegenzug wurden neue Formate eingeführt, beispielsweise die Hörerinteraktion Machtspiel, ein Quiz, in dem Hörer gegen Politiker antraten.
Sehr erfolgreich war die Sendung Sanft & Sorgfältig, die von Olli Schulz und Jan Böhmermann moderiert wurde. Die Sendung wurde vom 9. September 2012 bis 24. April 2016 immer sonntags auf Radio Eins ausgestrahlt, ab Mai 2014 zusätzlich auf den Sendern You FM, Bremen Vier, N-Joy und Puls. Produzent von Sanft & Sorgfältig war die apparat multimedia GmbH, die ehemalige Produktionsfirma von Robert Skuppin und Volker Wieprecht.
Am 15. Mai 2016 startete die Nachfolgesendung unter dem Titel Fest & Flauschig nunmehr als Podcast bei Spotify.
Ende 2020 wurde die Musiksendung Roots von Wolfgang Doebeling eingestellt. Die Sendung lief nach ersten Stationen beim SFB seit 1997 bei Radio Eins. In den insgesamt 30 Jahren ihres Bestehens wurden 1633 Ausgaben ausgestrahlt. Der Abschied von Doebeling war nicht freiwillig und erfolgte nach Verwerfungen mit der Sendeleitung.

## Sendestudios
Seit 2007 sendet Radio Eins nicht nur aus dem Stammstudio in Potsdam-Babelsberg, sondern werktags jeden Abend auch aus einem Studio, zunächst im Admiralspalast, später dann aus dem Babylon-Kino in Berlin. Inzwischen sendet man aus dem Bikini-Haus in Berlin. Außerdem wurden Regionalangebote aus den Studios in Frankfurt (Oder) und Cottbus ins Programm genommen.

## Programm
Charakteristisch für das Programm von Radio Eins ist die Aufteilung in ein Tagesbegleitprogramm mit breitem Themenspektrum auf der einen Seite und monothematische Sendungen nachts und am Wochenende auf der anderen. Jeder Tag beginnt um 5 oder 6 Uhr mit der Morgenshow „Der schöne Morgen“, die aus Interviews und Kommentaren zum aktuellen Zeitgeschehen, aber auch aus satirischen und popkulturellen Beiträgen besteht.
Wochentags schließen sich bis 21 Uhr namenlose, tagesaktuelle Sendestrecken an. Dabei ist die Sendestrecke von 10 bis 13 Uhr von Lifestyle- und Servicethemen sowie Politik geprägt, von 13 bis 16 Uhr ist Popkultur in Form von verschiedenen Kolumnen und Interviews ein Schwerpunktthema. Die Sendestrecke von 16 bis 19 Uhr ist als aktuelles Informationsmagazin mit Korrespondentengesprächen sowie kommentierenden und satirischen Beiträgen konzipiert. Von 19 bis 21 Uhr wird aus einem Berliner Studio ein Magazin zu aktuellem Kulturgeschehen gesendet, in dem regelmäßig Kulturschaffende zu Gast sind.
Freitags versteht sich abweichend vom Wochentagsprogramm von 13 bis 17 Uhr die Sendung „Die schöne Woche“ als Wochenrückblick und Wochenendausblick, an das sich als aktuelle Comedysendung „Ab 17“ (bis 2023: „Bonnies Ranch“), moderiert von Kathrin Wosch und Thomas Wosch, anschließt.
Auf die Morgenshow folgen am Wochenende bis 19 oder 20 Uhr Sendungen mit jeweils einem thematischen Schwerpunkt. Abends und nachts laufen wochentags und am Wochenende diverse musikalische Autorensendungen.

### Themen- und Autorensendungen (Auswahl)
- Experience, montags 23–1 Uhr: Musikalische Autorensendung von Helmut Heimann mit schwerpunktmäßig Psychedelic Rock und Americana
- Swagga!, mittwochs 21–23 Uhr, moderiert von Elissa Hirsemann oder von Max Spallek
- HappySad, donnerstags 21–23 Uhr, moderiert von Christine Heise
- Die Profis, samstags 9–12 Uhr: Populäres Wissenschaftsmagazin, moderiert von Stephan Karkowsky
- Zwölf Uhr mittags, samstags 12–14 Uhr: Film- und Kinomagazin, moderiert von Knut Elstermann
- Arena, samstags 14–18 Uhr: Sportmagazin, v. a. zu Themen aus dem Fußball moderiert von Andreas Ulrich
- Medienmagazin, samstags 18–19 Uhr, moderiert von Joerg Wagner und Daniel Bouhs
- Sonntagsfahrer, sonntags 12–14 Uhr: Mobilitätsmagazin, moderiert von Patricia Pantel und Andreas Keßler
- Late Night Lounge, sonntags 1–4 Uhr: Musikalische Autorensendung von Stephan Karkowsky mit schwerpunktmäßig Ambient und Avantgarde

### RadioDays
Radio Eins sendet an Feiertagen sogenannte RadioDays, an denen der Programminhalt komplett auf ein gegebenes Thema fokussiert ist. Es fanden u. a. folgende RadioDays statt:
- Die Radioeins Hörercharts – Die 100 besten Songs des Jahres 2023 am 1. Januar 2024 (gewählt von Radio Eins-Hörern)[6]
- Der Sommer 1988; Als in Berlin die Mauer rockte … zum legendären Musiksommer 1988 der DDR auf der Radrennbahn Weißensee und Werner-Seelenbinder-Halle in Berlin, am 3. Oktober 2013
- Zukunftsmusik (Jahresausblick 2012) am 1. Januar 2012[7]
- Frieden am 26. Dezember 2011

## Moderatoren und Mitarbeiter

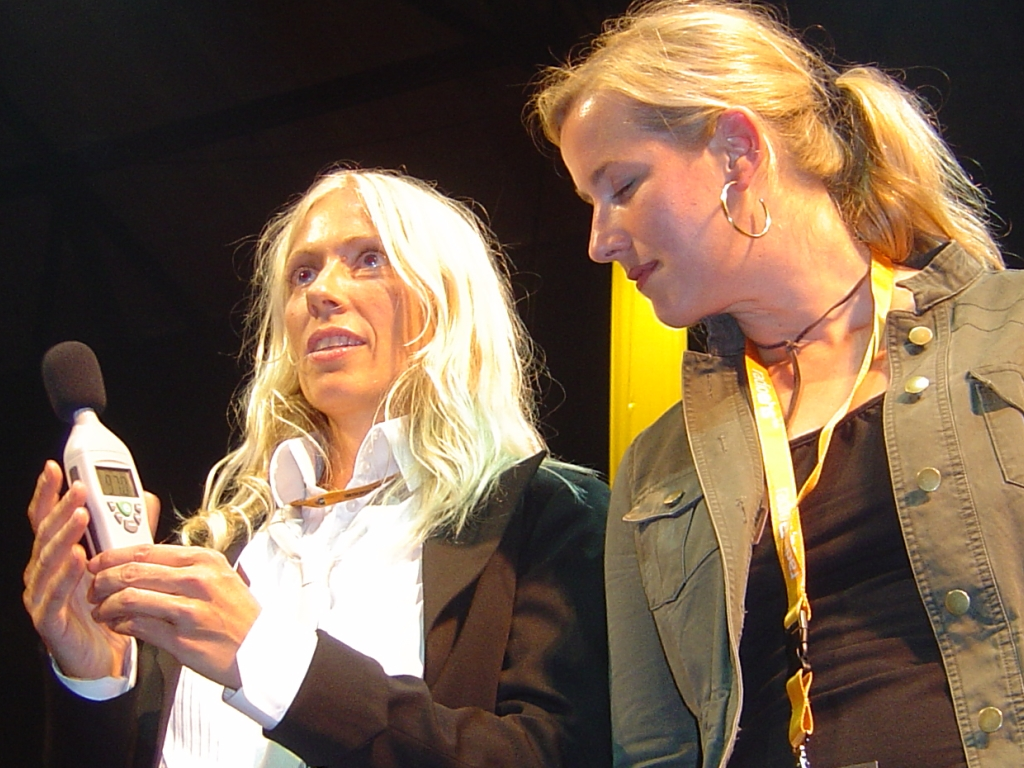
Anja Caspary und Milena Fessmann (2005)

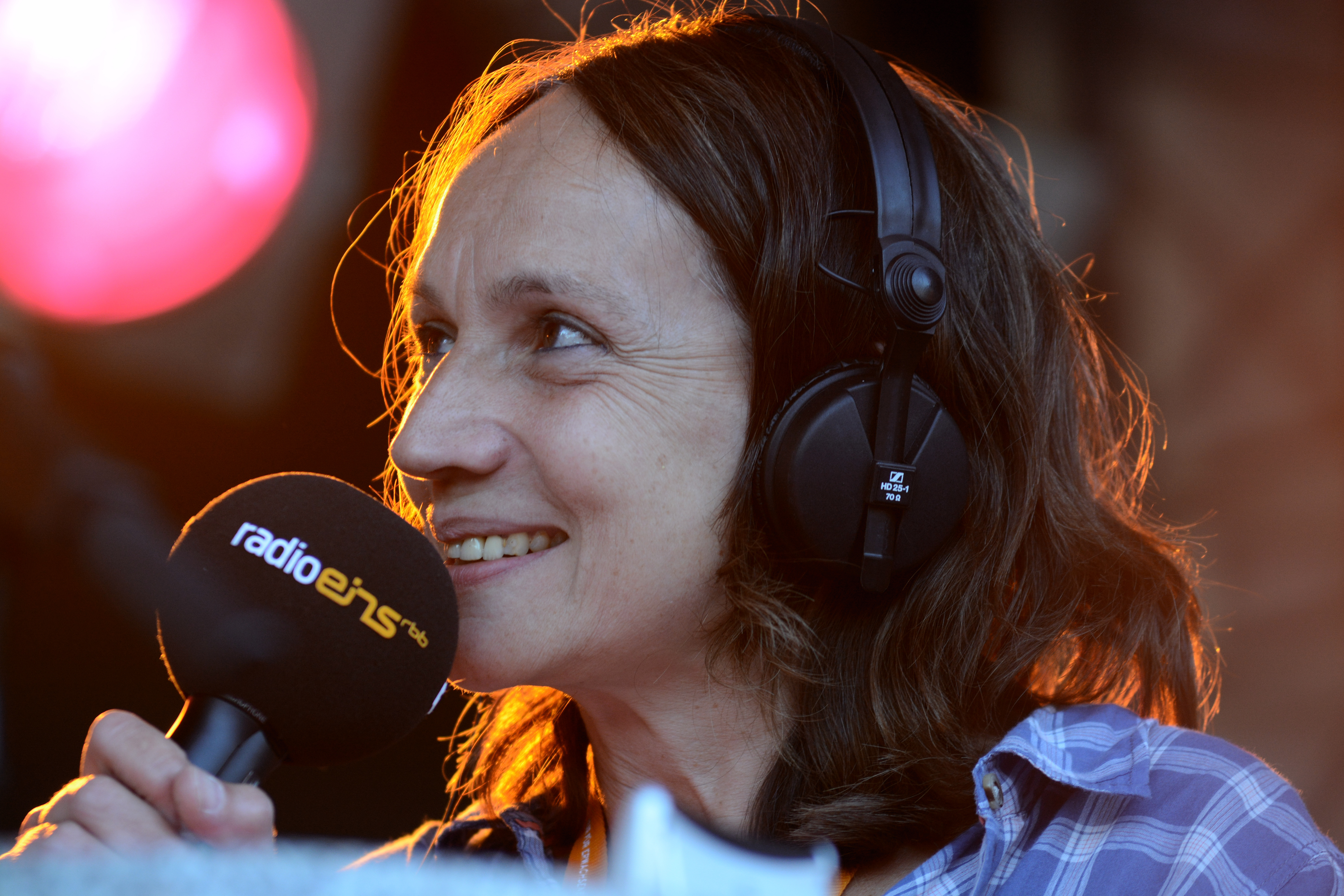
Marion Brasch beim Radio Eins Parkfest (2013)

Gründungschefredakteur war Helmut Lehnert, ehemaliger Unterhaltungschef (Fernsehen) des rbb. Lehnert prägte Radio Eins maßgeblich durch sein Konzept, das Programm entgegen dem damaligen Trend mit hohem Wortanteil und möglichst vielen Live-Elementen zu versehen. Lehnert wurde am 17. Mai 2005 von Florian Barckhausen, dem früheren Chefredakteur des Stadtradios 88 Acht, abgelöst. Am 1. Juni 2011 löste der Moderator Robert Skuppin Barckhausen in seiner Funktion als Chefredakteur ab, der 65-jährig in den Ruhestand trat. Seit 2023 ist Dorothee Hackenberg Programmchefin von Radio Eins und radio3 im rbb, als Robert Skuppin Leiter der Hauptabteilung Kultur des rbb wurde.
Bekannte Moderatoren, teils über den Sender hinaus, bzw. Mitarbeiter sind:
- Christoph Azone moderierte bis 2020 Der schöne Morgen (erhielt 2010 den Deutschen Radiopreis in der Kategorie „Beste Morgensendung“)
- Mark Benecke berichtete von 1999 bis 2024 live jeden Samstagvormittag (nach den 11-Uhr-Nachrichten) in Die Profis in der Rubrik Der Benecke über ein aktuelles seltsames wissenschaftliches Ereignis[11]
- Marion Brasch (DT64, Fritz) moderiert u. a. radioeins live aus dem Admiralspalast
- Anja Caspary moderierte radioeins mit Anja Caspary und die Radio Affair, deren Markenzeichen, Die lange Rille, einmalig in der deutschen Sendewelt war. Im September 2015 wurde sie die Musikchefin. Im März 2023 musste sie den Sender verlassen, laut Presseberichten kursierte im Sender ein 106 Seiten umfassendes Dossier mit Vorwürfen gegen sie.[12][13]
- Wolfgang Doebeling (Rolling Stone)
- Knut Elstermann (Jugendradio DT64, MDR Sputnik, MDR Figaro); als Kinoexperte („Kino King Knut“), moderiert er das Filmmagazin Zwölf Uhr mittags
- Christine Heise (u. a. TIP-Magazin) moderiert HappySad
- Sven Helbig, der Komponist moderiert Schöne Töne mit Modern Classic und genreübergreifender Musik
- Thomas Fehlmann (von The Orb) produzierte Ocean Club Radio
- Anja Goerz moderiert radioeins mit Anja Goerz
- Gudrun Gut moderierte Ocean Club Radio
- Stephan Karkowsky moderiert Die Profis und die Latenightlounge
- Holger Klein, moderierte radioeins ab vier mit Katja Weber sowie Podcasts
- Sonja Koppitz, moderierte radioeins ab vier mit Max Spallek
- Julia Menger, moderiert Der schöne Morgen mit Kerstin Hermes
- Andreas Müller (Admiral Tuff) moderiert Dancehall und Soundcheck
- Sven Oswald (RBB Fernsehen) moderiert Zwei auf Eins (zuvor moderierte er viele Jahre Escape)
- Serdar Somuncu, moderierte 2016–2023 die blaue Stunde
- Max Spallek, moderierte radioeins ab vier; moderiert radioeins ab drei; die Sendung Swagga!
- Peter Radszuhn war von 1997 bis 2014 Musikchef von Radio Eins und moderierte die Sendung Prime Cuts in der er Klassiker und Neuerscheinungen aus Rock- und Popmusik vorstellte
- Stefan Rupp moderierte Der schöne Morgen
- Bettina Rust (RBB Fernsehen) moderiert Hörbar Rust
- Marco Seiffert moderiert Der schöne Morgen
- Robert Skuppin moderierte Der Tag und Die schöne Woche; seit 1. Juni 2011 Programmchef und nur noch gelegentlich als Moderator tätig
- Jörg Thadeusz (RBB Fernsehen) moderierte radioeins mit Jörg Thadeusz, Die Profis und u. a. für radioeins Interviews zur Berlinale
- Andreas Ulrich (DT64, RBB Fernsehen) Seite EINS und Arena
- Volker Wieprecht moderiert radioeins mit Volker Wieprecht und Die schöne Woche (erhielt 2013 den Deutschen Radiopreis in der Kategorie „Bester Moderator“)
- Tommy Wosch moderierte radioeins mit Thomas Wosch und Die schöne Woche; ab 2016 bis 2020 radioZWEI mit Martin „Gotti“ Gottschild; seit 2020 Bonnies Ranch mit Katrin Thüring und ebenfalls seit 2020 Tommys Top Ten

Die britische Radiolegende John Peel war vom Sendestart an bis Dezember 2003 regelmäßig auf Sendung. Außerdem gab es zwischen November 2007 und April 2008 die Sendung Kuttner und Kuttner mit Sarah Kuttner & Jürgen Kuttner.

## Kooperationen
Radio Eins veranstaltet zusammen mit der Wochenzeitung der Freitag im Berliner Maxim Gorki Theater regelmäßig den „Freitag Salon“ mit Jakob Augstein und Gästen.

## Empfang
Das Programm kann flächendeckend in Berlin und Brandenburg über UKW und über das Digitalradio DAB+ empfangen werden.
| Frequenz [MHz] | Region                                         | Sendestandort    | Leistung [kW] |
| -------------- | ---------------------------------------------- | ---------------- | ------------- |
| 095,8          | Berlin, Potsdam und Havelland                  | Berlin           | 100           |
| 099,9          | Prignitz                                       | Pritzwalk        | 010           |
| 106,1          | Uckermark                                      | Casekow          | 063           |
| 089,1          | Märkisch-Oderland                              | Frankfurt-Booßen | 005           |
| 099,3          | Teltow-Fläming, Potsdam-Mittelmark (teilweise) | Bad Belzig       | 030           |
| 095,1          | Oberspreewald und Lausitz                      | Calau            | 030           |

| Kanal | Region                    | Sender               | Leistung [kW] |
| ----- | ------------------------- | -------------------- | ------------- |
| 07D   |                           | Berliner Fernsehturm | 10            |
| 07D   |                           | Berlin, Scholzplatz  | 10            |
| 10B   |                           | Berlin, Scholzplatz  | 25            |
| 10B   | Frankfurt/Oder            | Booßen               | 10            |
| 10B   | Prignitz                  | Pritzwalk            | 10            |
| 10B   |                           | Cottbus              | 01            |
| 10B   | Oberspreewald und Lausitz | Calau                | 10            |
| 10B   | Uckermark                 | Casekow              | 10            |
| 10B   |                           | Belzig-Weitzgrund    | 10            |
| 10B   |                           | Templin              | 05            |

Daneben ist das Programm weltweit über Internet, europaweit über Satellit DVB-S und über Kabel zu empfangen.

## Dokumentarfilm
- Lutz Pehnert: Das schöne Radio – 25 Jahre nur für Erwachsene. rbb. 27. August 2022. Vorab in der ARD-Mediathek.